# Place du Maréchal-Leclerc (Meudon)
Pour les articles homonymes, voir Place du Maréchal-Leclerc.
La place du Maréchal-Leclerc est une des plus anciennes places de la ville de Meudon.

## Situation et accès

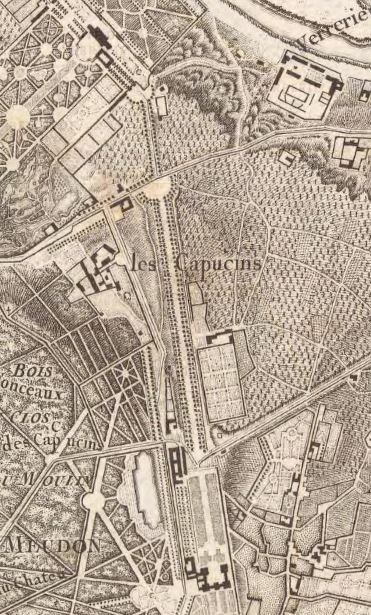
La place du Maréchal-Leclerc menant vers le château, sur la carte des Chasses du Roi, vers 1800.

Vers cette place traversée par le Pavé des Gardes, se rejoignent le boulevard Verd-de-Saint-Julien et l'avenue du Général-Gallieni (anciennement Grande-Rue de Bellevue) dans l'axe de l'avenue du Château, tracée par Louvois.
Elle est desservie par la gare de Bellevue, sur la ligne de Paris-Montparnasse à Brest.

## Origine du nom
Cette place porte le nom du Maréchal Philippe Leclerc de Hauteclocque.

## Historique

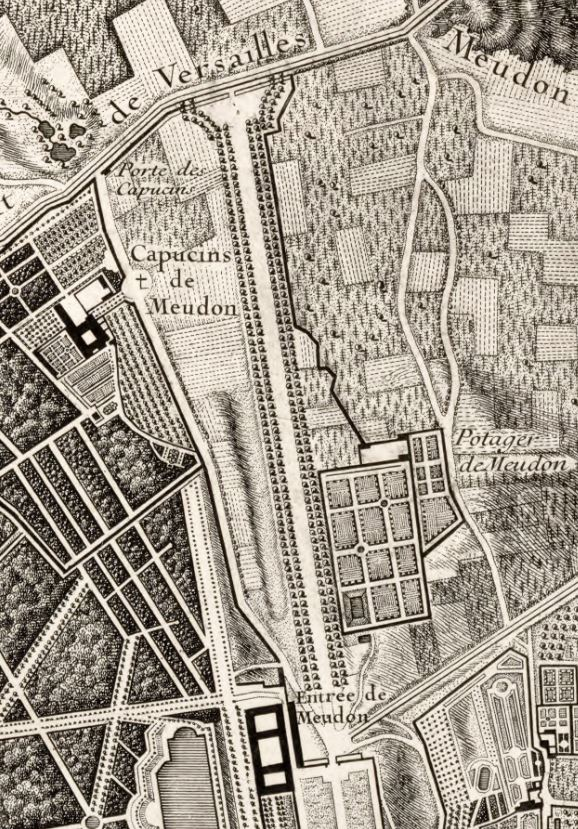
L'avenue du Château aboutissant à la place du Maréchal-Leclerc sur le plan de Roussel en 1730.

Cette place marquait l'entrée du château de Meudon par la grande perspective du château de Meudon.
Cet axe monumental qui structure le domaine de Meudon, rectiligne sur une distance de 3,5 km, malgré les inégalités du terrain, fut créé de part et d'autre du Château-Vieux. Au début du XVIIIe siècle, il menait du pavillon de Trivaux à l'avenue du Château. Plus au nord, la Grande-Rue de Bellevue fut ensuite percée dans son prolongement.
En 2015, le Comité de Sauvegarde des Sites de Meudon a proposé un projet de réhabilitation de la place, qui a été soutenu par la mairie.

## Bâtiments remarquables et lieux de mémoire
- Observatoire de Meudon.
- Musée d'Art et d'Histoire de Meudon.
- Ancien couvent des Capucins de Meudon.
- Une croix de Lorraine de bronze, portant un portrait du Général de Gaulle, ensemble monumental réalisé dans les années 1970 par Albert de Jaeger[7].